# Ацано Сан Паоло
Аца̀но Сан Па̀оло (на италиански: Azzano San Paolo; на ломбардски: Sà, Са) е градче и община в Северна Италия, провинция Бергамо, регион Ломбардия. Разположено е на 230 m надморска височина. Населението на общината е 7573 души (към 2017 г.).